# Pombal (Portugal)
Pour les articles homonymes, voir Pombal.
Pombal est une commune (concelho) du Portugal située dans le district de Leiria et dans la sous-région de Leiria. La ville de Pombal (cidade), qui en est son chef-lieu, se situe à mi-chemin entre Lisbonne et Porto (150 kilomètres), et à une trentaine de kilomètres de l'Océan Atlantique.
Le concelho a une superficie de 626,23 km2. Il est composé de treize « freguesias » : Abiul, Almagreira, Carnide, Louriçal, Meirinhas, Vila Cã, Pelariga, Pombal, Redinha, Vermoil, Carriça, União das Freguesias da Guia, Ilha e Mata Mourisca, União das Freguesias de Santiago, São Simão de Litém e Albergaria dos Doze.

## Monument
Le château de Pombal a été construit en 1161 par Gualdim Pais, maître de province de l'ordre du Temple. Il a été modifié au XVIe siècle. Sa restauration date de 1940.

## Jumelage
- Biscarrosse (France) depuis 1985[4]